# 托尔斯滕·迈
托尔斯滕·迈（德語：Torsten May，1969年9月10日—），生于格劳豪，德国男子拳击运动员。他曾代表德国参加1992年夏季奥林匹克运动会拳击比赛，获得男子81公斤级金牌。